# Pinacolone
La pinacolone (3,3-diméthylbutan-2-one) est une cétone importante en chimie organique. Découverte en 1866, elle a une odeur rappelant celle de la menthe poivrée. Elle est principalement utilisée pour la synthèse de la triazolylpinacolone, celle du triadimefon, un fongicide et celle de la metribuzine, un herbicide. C'est aussi un intermédiaire dans la synthèse de l'acide pivalique.

## Historique
La structure de pinacolone  a été découverte au XIXe siècle par Charles Friedel.

## Synthèse
La pinacolone peut être préparée à partir du pinacol par son réarrangement, par exemple en le chauffant en présence d'acide sulfurique :
Le réarrangement du pinacol en pinacolone est historiquement la première observation expérimentale du réarrangement pinacolique, découvert en 1859 par le chimiste allemand Rudolph Fittig, bien qu'il n'ait pas réussi lui-même à identifier proprement la réaction et son produit,.

## Sécurité
La pinacolone est hautement inflammable (point d'éclair à 3 °C, auto-inflammation à 520 °C) et figure sur substance contrôlées à l'export car pouvant être utilisé pour produire des armes chimiques.